# Dakolo
Dakolo (Dacolo) war ein historisches Territorium auf Timor.

## Lage
Dakolo hatte sein Zentrum im Norden des heutigen osttimoresischen Sucos Nanu (Verwaltungsamt Fatumean, Gemeinde Cova Lima). Zeitweise hieß der Suco Nano Dakolo.

## Geschichte
Die drei Reiche Fatumean, Lookeu und Dakolo bildeten ursprünglich die Koalition Uma Tolu (Drei Häuser). Erst nach dem Krieg von Manufahi 1895 gegen die Portugiesen kamen die Reiche Sisi und Maudemi dazu und es entstand Koba Lima als Bündnis von fünf tetumsprachigen Reichen. Ein „Koba“ ist ein Korb, der für rituelle Handlungen verwendet wird und „lima“, das Wort für „fünf“. Durch Verballhornung wurde aus „Koba“ später „Cova“ und der Name der heutigen Gemeinde Cova Lima. Wegen der kolonialen Grenzziehung, mit dem Vertrag von Lissabon zwischen den Niederlanden und Portugal, kamen Sisi, Maudemi und die Hälfte Lookeus zum heute indonesischen Westtimor, während der Rest von Lookeu, Fatumean und Dakolo portugiesisch blieben. Noch heute bestehen Bindungen über die Grenze hinweg.